# 卢金发
卢金发（1942年7月—），男，汉族，山东陵县人，中华人民共和国政治人物，曾任天津市人大常委会副主任，天津市政协副主席，第九届全国人大代表。